# رونالد تايلور (لاعب كريكت)
رونالد تايلور (25 مارس 1909 في المملكة المتحدة - 29 أغسطس 1986 في المملكة المتحدة) (بالإنجليزية: Ronald Taylor)‏ هو لاعب كريكت بريطاني. لعب مع نادي مقاطعة نوتنغهامشير للكريكت ‏.